# Rhododendron 'Irina'
Rhododendron 'Irina' — сорт вечнозелёных рододендронов гибридного происхождения.
Сорт получен в результате отбора сеянцев от свободного опыления Rhododendron catawbiense.

## Биологическое описание
В возрасте 10 лет высота около 1,5 м. В возрасте 25 лет — высота около 170 см, ширина около 150 см.
Крона округлая, плотная.
Листья 90×45 мм, зелёные, матовые, голые.
Соцветия конические, несут 19—22 цветка.
Цветки 70×65 мм, воронковидные, внутри светло-фиолетовые, с внешней части фиолетово-розовые, 5-лепестковые, край лепестков слегка гофрированный. Тычинки розово-фиолетовые.
Цветёт в конце мая — середине июня.

## В культуре
В Финляндии в арборетуме Мустила в хорошие годы 'Irina' демонстрирует исключительно обильное цветение.